# Agenzia di Bhopawar
L'Agenzia di Bhopawar (in inglese: Bhopawar Agency) era un'agenzia dell'India britannica.

## Storia
All'epoca della sua fondazione nel 1882, l'agenzia aveva un'area totale di 19.902 km2 ed una popolazione di 547.546 abitanti totali. Nel 1904 alcuni distretti vennero trasferiti da questa agenzia alla Residenza di Indore, creata nel 1899, e l'area di Bhopawar si trovò perciò ridotta a 8.500 km2.
Nel 1925 l'Agenzia di Bhopawar venne unita all'Agenzia di Malwa, e nel 1927 l'agenzia venne rinominata Agenzia degli Stati di Malwa-Bhopawar, rinominata nuovamente in Agenzia di Malwa nel 1934.
Dopo l'indipendenza indiana nel 1947, i governanti degli stati principeschi membri dell'Agenzia di Malwa-Bhopawar entrarono a far parte dell'Unione Indiana, divenendo parte dello stato di Madhya Bharat. Madhya Bharat venne poi unito a formare lo stato di Madhya Pradesh il 1 novembre 1956.

## Stati principeschi

### Salute states
Salute states nell'agenzia, in ordine di precedenza, con i loro feudatari:
1. Dhar, titolo di Maharaja, saluto ereditario di 15 colpi di cannone a salve
  - comprendeva i futuri stati indipendenti di noti come jagir del Rajput che estendevano il controllo del Dhar su:

  1. Jamnia,
  2. Kali-Baori
  3. Nimkhera (ovvero Tirla)
  4. Rajgadh

  - comprendeva inoltre i feudi (Jagirs) di

  1. Multhan, titolo di Raja Sahib
  2. Kachhi-Baroda, titolo di Thakur
  3. Bakhatgarn, titolo diRao Saheb
  4. Dhotria, ovvero Baisola, titolo diThakur.
2. Alirajpur, titolo diRaja, saluto ereditario di 11 colpi di cannone a salve
  - incluso lo stato di Phulmaal, che venne incorporato nei primi feudi locali (Jagir)

  1. Ondhwa
  2. Sondhwa.
3. Barwani, titolo di Maharana, saluto ereditario di 11 colpi di cannone a salve
4. Jhabua, titolo di Raja, saluto ereditario di 11 colpi di cannone a salve

### Non-salute states
Gli stati minori compresi nell'agenzia (indicati alfabeticamente coi loro feudi) erano:
1. Amjhera, il cui ultimo Raja, Baktawar Singh Rathore, si rivoltò contro la Compagnia britannica delle Indie orientali nel corso dei moti del 1857, e venne per questo arrestato e giustiziato nel Dhar. I territori dello stato di Amjhera che vennero quindi occupati vennero trasferiti in dono agli inglesi al durbar di Gwalior per dimostrare la fiducia nei confronti degli europei. L'intero stato di Amjhera divenne parte del territorio dello Stato di Gwalior.
2. Jobat, titolo di Raja
3. Kathiwara, titolo di Thakur
4. Mathwar, titolo di Rana
5. Ratanmal, titolo di Thakur, unito poi allo stato di Baria (Devgadh) nella Provincia di Bombay alcuni anni prima dell'indipendenza indiana.
6. Vi erano poi alcune enclavi nello Stato di Indore come ad esempio Petlawad Tehsil, Dahi Jagir ecc.
7. Vi erano poi diciassette signori feudali (Jagirdar) che pagavano tributi diretti (nazarana/khillat) allo stato .

Altri stati minori, non menzionati in precedenza, erano:
- Barkhera Chhota, titolo di Bhumia
- Barkhera Mota, titolo di Bhumia
- Bharudpura, titolo di Bhumia
- Chiktiabar, titolo di Bhumia
- Kothideh, titolo di Bhumia